# The Mayor's Crusade
The Mayor's Crusade è un cortometraggio muto del 1912 diretto da George Melford e interpretato da Carlyle Blackwell.
È il film d'esordio della diciassettenne Francelia Billington, un'attrice texana che fece i suoi passi nel cinema con la sezione western della Kalem.

## Produzione
Il film, prodotto dalla Kalem Company, fu girato a Glendale, in California.

## Distribuzione
Distribuito dalla General Film Company, il film -  un cortometraggio in una bobina - uscì nelle sale cinematografiche statunitensi il 18 dicembre 1912.